# Yarkant-Khanat

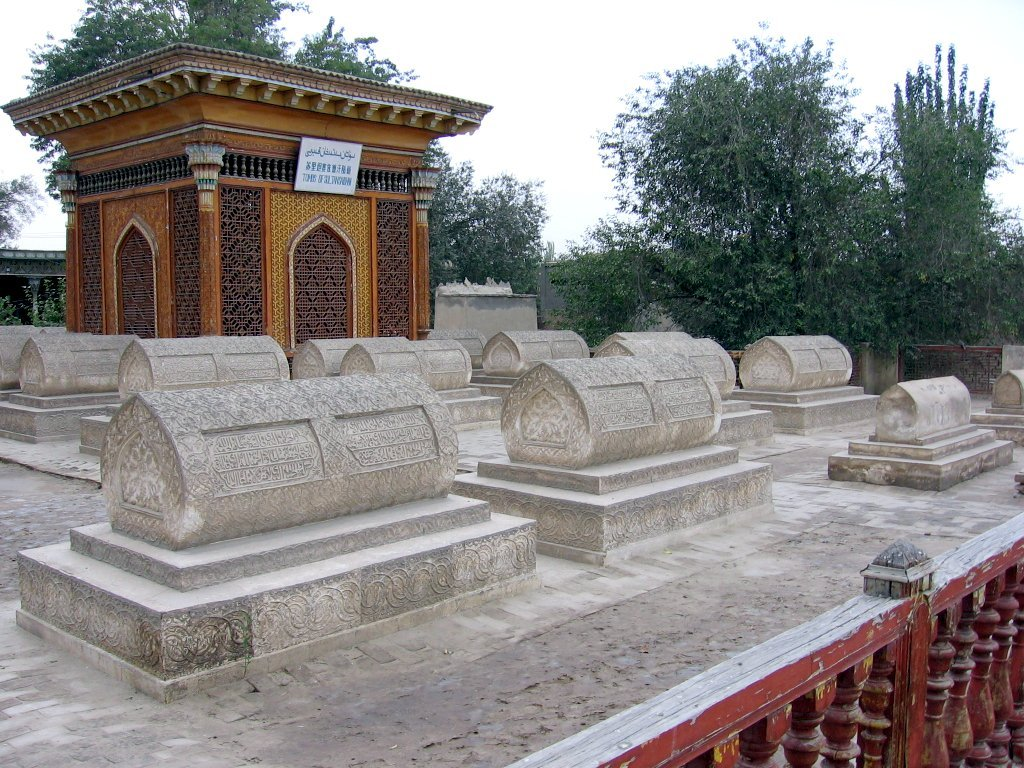
Herrschergräber im Kreis Yarkant (Xinjiang)

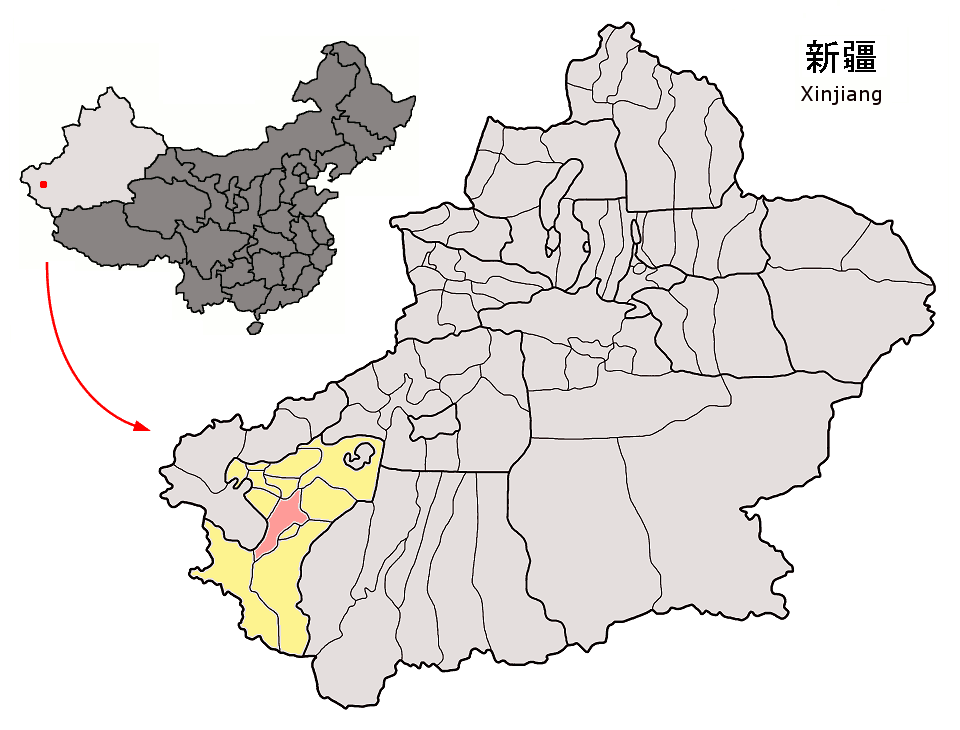
Lage von Yarkant (rosa) in Kaschgar (gelb)

Das islamische Yarkant-Khanat (1514–1680) oder Khanat von Yarkand usw. wurde 1514 von Sultan Said Khan – einem Nachfahren von Tughluk Timur (1347–1363), einem Herrscher des Östlichen Tschagatai-Khanats – auf dem Boden des ursprünglichen Tschagatai-Khanats gegründet.
Weil Kaschgar ein frühes Zentrum bildete, spricht man im Westen auch von Kaschgarien oder dem sogenannten Kaschgar-Khanat.

## Geografie
Das Gebiet des Khanats erstreckte sich im Tarimbecken im Osten bis Jiayuguan, im Süden bis Tibet, im Südwesten bis Kaschmir, den östlichen Teil von Badachschan sowie Baltistan; im Westen war das Mogulreich sein Nachbar, das Fergana-Tal in Usbekistan bildete die Grenze, im Norden wurde es vom Tianshan-Gebirge begrenzt, mit benachbartem Kasachstan.
In Zentralasien gilt das Khanat, weil es von den Nachkommen Dschingis Khans gegründet wurde, als mongolisch.
Seine Hauptstadt war Yarkant (Shache), es übte die Kontrolle über Turpan, Hami und das Tarim-Becken südlich des Tianshan-Gebirges bzw. über einen Großteil der von den Chinesen als Westliche Regionen bezeichneten Gebiete aus.

## Geschichte
Das Khanat wurde 1514 von Sultan Said Khan gegründet.
1570 wurde Turfan erobert.
1678 gewann Apak Hodscha (Apak Khoja) aus dem Khoja-Khanat unter der Oberherrschaft der Mandschu-Dynastie die Kontrolle über das Tarim-Becken. 1680 wurde es von Galdan besiegt und dem Dsungaren-Khanat einverleibt. Apak Hodscha regierte unter Galdan in einem Marionettenregime weiter in Yarkant.

## Aman Isa Khan
Eine berühmte Persönlichkeit aus der Zeit dieser Herrschaft ist die Muqam (Mukam)-Meisterin, Dichterin und Musikerin Aman Isa Khan (1526–1560), die Frau des zweiten Yarkant-Herrschers Abdurashid Khan.

## Herrschergräber
Die Herrschergräber des Yarkant-Khanats im Kreis Yarkant, Uigurisches Autonomes Gebiet Xinjiang, stehen seit 2006 auf der Liste der Denkmäler der Volksrepublik China (6-295).

## Herrscher des Yarkant-Khanats
- Sultan Said Khan, auch Said Khan oder Sultan Said[11] (Teilherrscher in Kaschgar) (1514–1533)
- Abdur Raschid, auch Abdullah Abdurashid Khan[12]  (ca. 1533–1565, Teilherrscher in Kaschgar) (1533–1560)
- Abdul Karim, auch Abdullah Karim Khan[13] (1560–1592)
- Muhammad Sultan, auch Muhammad Khan[14] (1592–1610)
- Muhammed II (1610–1619)
- Shudja ad Din Ahmad Khan (1615)
- Kuraysh Sultan (1619)
- Abd al-Latif Anak Khan (1619–1631)
- Sultan Ahmad Khan (Pulat Khan), auch Ahmed Khan[15] (1631–1632)
- Mahmud Sultan (Qilich Khan) (1632–1635)
- Sultan Ahmad Khan (Pulat Khan) (1635–1638)
- Abdullah Khan[16] (1638–1667)
- Yulbars Khan (1667–1669)
- Abd al Latif Sultan (1669–1670)
- Ismail Khan (1667–1680)

## Zitat
„Von der Ming-Dynastie an nahm der tibetische Buddhismus sogar eine gewaltige Entwicklung und wurde neben dem Islam die wichtigste Religion in Xinjiang. In den letzten Jahren des 17. Jahrhunderts vernichtete Apakhoja, der Anführer der islamischen Fraktion Aktaglik, mit Hilfe der Kräfte des tibetischen Buddhismus die Kräfte der Fraktion Karataglik, seine politischen Gegner, und richtete das Khanat Yarkan, ein von den Nachkömmlingen des mongolischen Khans Qagatay zwischen 1514 und 1680 errichtetes lokales Regime mit dem heutigen Shache als Zentrum, zugrunde, was zeigt, wie stark die Kräfte des tibetischen Buddhismus zu jener Zeit waren.“